# Арбротская декларация
Арбротская декларация (англ. Declaration of Arbroath, 1320 год) — манифест, декларация независимости Шотландии в период Войны за независимость от Англии.
В ответ на поддержку папством английского завоевания Шотландии и отлучение от церкви короля Роберта I Брюса и его сторонников духовенство и бароны Шотландии во главе с аббатом Арбротского монастыря, канцлером Королевства Скоттов Бернардом де Линтоном издали адресованную папе Иоанну XXII декларацию суверенитета Шотландии. Опираясь на историю страны, авторы декларации утверждали право Шотландии на суверенитет и независимость от Англии, а также право на шотландский престол короля Роберта Брюса, избранного народом. Тот факт, что Арбротская декларация опиралась на принцип народного суверенитета (правом на независимость и её защиту, согласно документу, обладает сам шотландский народ, а не его король), резко выделяет её в ряду общественно-политических памятников средневековья. Декларация сыграла важную роль в становлении национального самосознания шотландского народа и повлияла на развитие общественной мысли в других странах.
В день подписания декларации ежегодно отмечается День Тартана.